# Calothamnus pinifolius
Espèce
Calothamnus pinifolius, plus connu sous le nom de fleur griffe dense, est une espèce de plantes à fleurs de la famille des Myrtaceae, endémique du sud-ouest de l’Australie occidentale. C'est un arbuste dressé au feuillage dense et aux grappes de fleurs rouges, partiellement immergé dans le feuillage épineux, entre juillet et janvier.

## Habitats
Calothamnus pinifolius est présent dans la chaîne du mont Barren, dans la région biogéographique des plaines de l'Espérance. Il pousse sur des pentes de broussailles denses dans des sols rocheux dérivés de latérite et de quartzite.